# Transferase
Een transferase is een enzym dat de overdracht van een functionele groep van het ene molecuul naar het andere molecuul katalyseert, zoals een methylgroep of een fosfaatgroep van een molecuul, de donor, naar een ander molecuul, de acceptor (ontvanger). Zo is een DNA-methyltransferase een transferase die de overdracht van een methylgroep naar een DNA-acceptor katalyseert.
A–X + B → A + B–X
In dit voorbeeld is A de donor en B de acceptor. De donor is vaak een co-enzym.
Bij de mens (Homo sapiëns) zijn er ± 259 transferasen bekend (werkzaam in het lichaam).

## Classificatie
Transferasen worden in het EC-nummer-classificatiesysteem met het cijfer 2 aangeduid. Een transferase-enzym heeft derhalve het nummer 2.X.X.X. Hiervan bestaan 9 onderklassen. De tweede X geeft de over te dragen groep aan.
- EC 2.1 Overdracht van een koolstof-groep
- EC 2.2 Overdracht van een aldehyd- of keto-groep
- EC 2.3 Omvatten acyltransferasen
- EC 2.4 Omvatten glycosyltransferasen
- EC 2.5 Overdracht van een alkyl- of aryl-groep
- EC 2.6 Overdracht van stikstofbevattende groepen
- EC 2.7 Overdracht van fosfaatbevattende groepen (kinasen)
- EC 2.8 Overdracht van zwavelbevattende groepen
- EC 2.9 Overdracht van seleenbevattende groepen

## Voorbeelden
- Hexokinase (EC 2.7.1.1)
- Glycogeenfosforylase (EC 2.7.1.37)
- Pyruvaatkinase
- Transglutaminase (EC 2.3.2.13)